# Тимелія червоноголова
Тиме́лія червоноголова (Timalia pileata) — вид горобцеподібних птахів родини тимелієвих (Timaliidae). Мешкає в Південній і Південно-Східній Азії. Це єдиний представник монотипового роду Тимелія (Timalia).

## Опис

Червоноголова тимелія

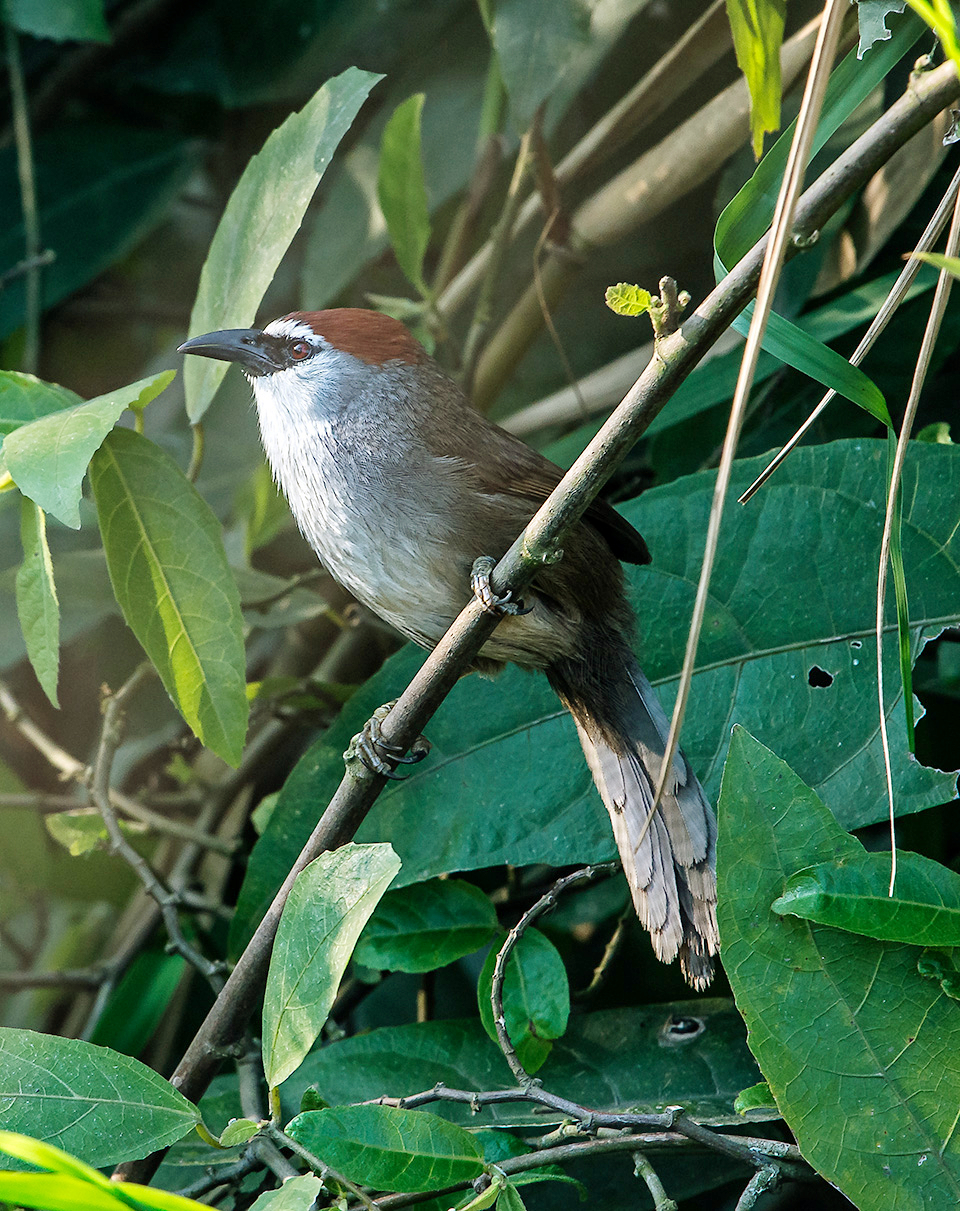
Червоноголова тимелія

Довжина птаха становить 15,5-17 см. Верхня частина тіла коричнева, тім'я рудувато-каштанове. Нижня частина тіла білувата. На обличчі чорна "маска", лоб білий. над очима білі "брови".

## Підвиди
Виділяють шість підвидів:
- T. p. bengalensis Godwin-Austen, 1872 — Гімалаї, північно-східна Індія, Бангладеш і західна М'янма;
- T. p. smithi Deignan, 1955 — східна М'янма, північно-західний Таїланд, південний Китай, північний і центральний Індокитай;
- T. p. intermedia Kinnear, 1924 — центральна і південна М'янма, західний Таїланд;
- T. p. patriciae Deignan, 1955 — південно-західний Таїланд;
- T. p. dictator Kinnear, 1930 — східний Таїланд і південний Індокитай;
- T. p. pileata Horsfield, 1821 — Ява.

## Поширення і екологія
Червоноголові тимелії мешкають в Непалі, Бутані, Індії, Бангладеш, М'янмі, Китаї, Таїланді, В'єтнамі, Лаосі, Камбоджі та Індонезії. Західною межею поширення виду є Національний парк Шуклапханта в Непалі. Червоноголові тимелії живуть в прибережних заростях, на заплавних луках і болотах. Живляться гусінню, жуками та іншими комахами. Сезон розмноження в Індії триває з лютого по жовтень, у Південно-Східній Азії з квітня по вересень.